# Probles temporalis
Probles temporalis är en stekelart som beskrevs av Horstmann och Kolarov 1988. Probles temporalis ingår i släktet Probles och familjen brokparasitsteklar. Inga underarter finns listade i Catalogue of Life.